# Lírica grega

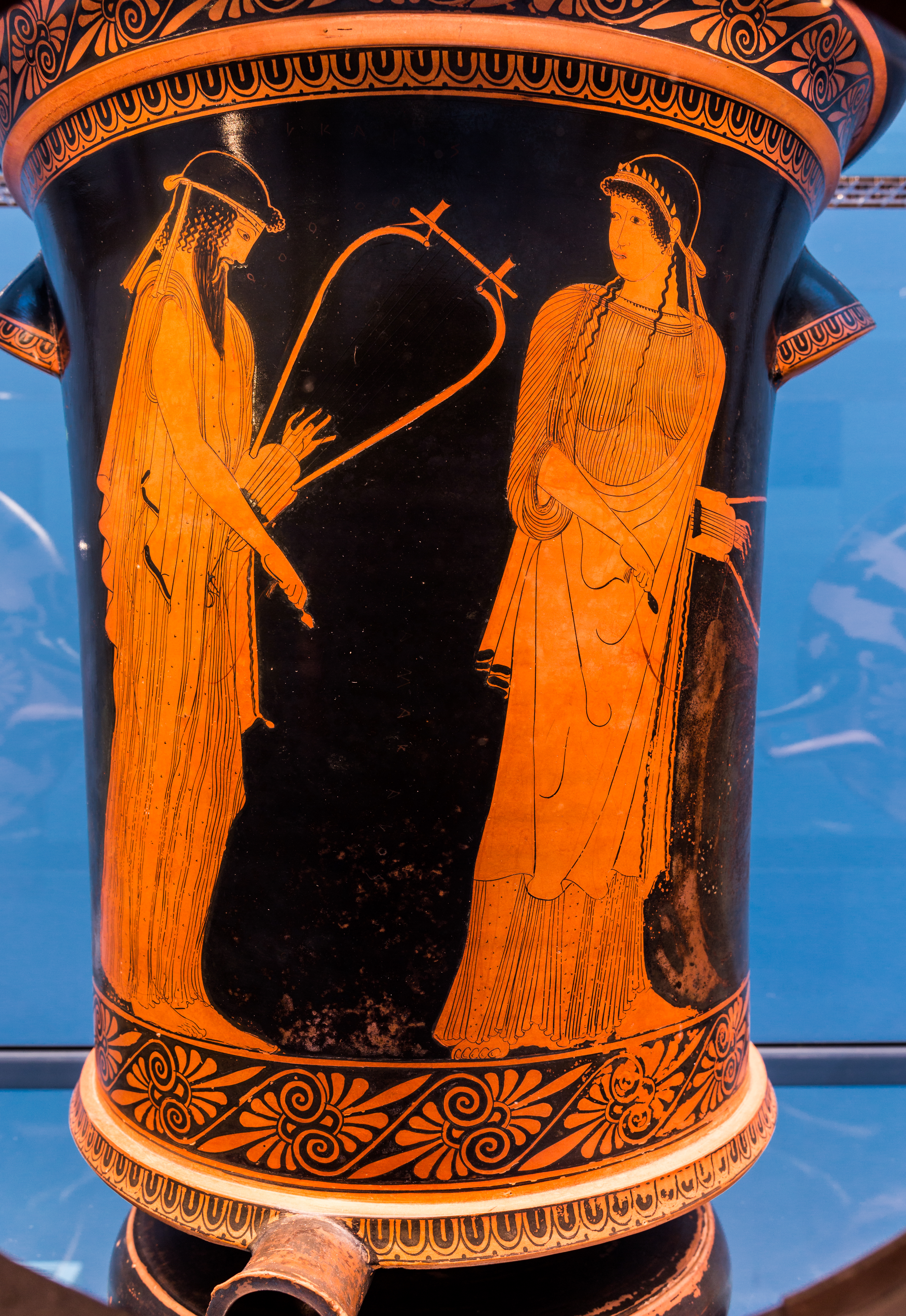
Alceu e Safo (pintor de Brygos, cálato de figuras vermelhas ático, c. 470 a.C.)

Lírica grega é o conjunto de poesia lírica escrita em dialetos do grego antigo. A poesia lírica é, em suma, poesia para ser cantada acompanhada de música, tradicionalmente uma lira. Está principalmente associada ao início do século VII ao início do século V a.C., às vezes chamada de "Era Lírica da Grécia", mas continuou a ser escrita nos períodos helenístico e imperial.

## Contexto
A lírica é uma das três grandes categorias de poesia na antiguidade clássica, juntamente com o drama e a epopeia, de acordo com o esquema das "formas naturais da poesia" desenvolvido por Goethe no início do século XIX. Culturalmente, a lírica grega é o produto do meio político, social e intelectual da pólis grega ('cidade-estado').
Grande parte da lírica grega é poesia ocasional, composta para apresentação pública ou privada por um solista ou coro para marcar ocasiões particulares. O simpósio ('festa com bebidas') era um cenário em que poemas líricos eram executados. 'Lírica' às vezes era cantada com o acompanhamento de um instrumento de cordas (particularmente a lira ou cítara) ou um instrumento de sopro (mais frequentemente a flauta de junco chamada aulo). Se o acompanhamento era um instrumento de cordas ou de sopro, o termo para tal lírica acompanhada era poesia mélica (da palavra grega para 'canção' melos). A lírica também podia ser cantada sem nenhum acompanhamento instrumental. Esta última forma é chamada de métrica e é recitada em vez de cantada, estritamente falando.
Pesquisas modernas sobre "lírica grega" frequentemente incluem poemas relativamente curtos compostos para propósitos ou circunstâncias semelhantes que não eram estritamente "letras de canções" no sentido moderno, como elegias e iâmbicos. Os próprios gregos não incluíam elegias nem iâmbios na poesia mélica, uma vez que tinham métricas e instrumentos musicais diferentes. O Edinburgh Companion to Ancient Greece and Rome oferece o seguinte esclarecimento: "'mélica' é uma definição musical, 'elegia' é uma definição métrica, enquanto 'iâmbios' se refere a um gênero e seu assunto característico. (...) O fato de essas categorias serem artificiais e potencialmente enganosas deve nos levar a abordar a poesia lírica grega com uma mente aberta, sem preconceitos sobre que 'tipo' de poesia estamos lendo".
Os poemas líricos gregos celebram vitórias atléticas (epinício), comemoram os mortos, exortam os soldados à bravura e oferecem devoção religiosa na forma de hinos, hinos e ditirambos. Parteneia, "canções de donzela", eram cantadas por coros de donzelas em festivais. Os poemas de amor elogiam o amado, expressam desejos não realizados, oferecem seduções ou culpam o antigo amante por um rompimento. Neste último estado de espírito, a poesia de amor pode se transformar em invectiva, um ataque poético que visa insultar ou envergonhar um inimigo pessoal, uma arte na qual Arquíloco, o primeiro poeta lírico grego conhecido, se destacou. Os temas da lírica grega incluem "política, guerra, esportes, bebida, dinheiro, juventude, velhice, morte, o passado heróico, os deuses" e amor hetero e homossexual.
No século III a.C., o movimento enciclopédico em Alexandria produziu um cânone dos nove poetas mélicos: Alceu, Álcman, Anacreonte, Baquílides, Íbico, Píndaro, Safo, Simônides e Estesícoro. Apenas uma pequena amostra da poesia lírica da Grécia Arcaica, o período em que floresceu pela primeira vez, sobrevive. Por exemplo, diz-se que os poemas de Safo preencheram nove rolos de papiro na Biblioteca de Alexandria, com o primeiro livro sozinho contendo mais de mil e trezentas linhas de versos. Nos tempos modernos, apenas um dos poemas de Safo existe intacto, com fragmentos de outras fontes que dificilmente preencheriam um livreto.

## Metros
A métrica da poesia grega baseia-se em padrões de sílabas longas e curtas (em contraste com a poesia inglesa, que é determinada pela tônica), e a poesia lírica é caracterizada por uma grande variedade de formas métricas. Além da mudança entre sílabas longas e curtas, a tônica deve ser considerada na leitura da poesia grega. A interação entre as "mudanças" métricas, as sílabas tônicas e as cesuras é parte integrante da poesia. Ela permite ao poeta enfatizar certas palavras e moldar o significado do poema.
As famílias dos metros líricos são a jônica, a eólica (baseada no coriâmbico, que pode gerar vários tipos de versos, como a glicônica ou a estrofe sáfica) e a dáctilo-epitrita. As canções corais dóricas eram compostas em formas triádicas complexas de estrofe, antístrofe e épodo, com as duas primeiras partes da tríade tendo o mesmo padrão métrico e o épodo uma forma diferente.